# Balneario Thompson
El Balneario Thompson es una importante zona de playa y camping de la ciudad de Paraná, capital de la provincia argentina de Entre Ríos. Comprende un sector situado al noreste de la ciudad, junto al río y la costanera, limitado por la costanera al norte, Avda. Francisco Ramírez y Puerto Sánchez al oeste, Augusto Bravard al sur, dique Club Náutico e ingreso al Túnel Subfluvial al este.

## Historia
Inaugurado el 20 de noviembre de 1930, se trata del principal complejo de playas de la ciudad y está ubicado en la ribera sur del Río Paraná. 
Nombrado en honor al decatleta Enrique Thompson, quien fue abanderado de los Juegos Olímpicos de París en 1924.
Al igual que las demás playas de la ciudad, sus playas son cardioprotegidas.

## Área Urbana

### Barrios
Varias comisiones vecinales son las que rodean el predio, entre las más conocidas están "Puerto Sánchez", "El Morro", "Villa Almendral", "Túnel", "Florida", "Los Arenales", "Puerto Nuevo", "Toma Nueva" y "Toma Vieja".

### Educación
- E.E.T. N° 100 Puerto Nuevo
- Escuela N° 96 “José Manuel Estrada”

### Deportes
- Club Atlético Talleres Ministerio de Obras Públicas
- sedes El Plumín, El Plumazo y Golf - Club Atlético Estudiantes
- Estadio de Sóftbol "Ing. Nafaldo Cargnel"

### Salud
- Centro de Salud "Dr. Selig Goldin" - al lado de Plaza "Italia".
- Hospital Escuela de Salud Mental - Juan Ambrosetti y José Rondeau

## Seguridad
Depende de la Comisaría Nº 08 - Avda. Laurencena 177/181 (tel.: 4206214) - esquina La Rioja.

## Transporte urbano
La única línea de colectivo que pasa por el acceso al predio es la Línea 1.
Su ramal a "Toma Nueva" transita por las arterias Avda. Fco. Ramírez - Bravard - Fco. Soler y Ambrosetti, luego retorna al centro por las calles Fco. Soler - Dugratty - Avda. Fco. Ramírez y Avda. Laurencena.
Otras líneas que transitan la zona o sirven para combinar (distantes, entre 500-700 mts.), son la línea 3 y la línea 16 hasta la zona del Rectorado de UADER - Barrio Villa Yatay.

## Bicivía
El sistema de bicicletas compartidas de Paraná Bicivía, es una iniciativa pública conjunta de la Municipalidad de Paraná con el Banco Entre Ríos, que se enmarca en el Plan de Movilidad Urbana que implementa el Municipio en la capital entrerriana.
- - Primera etapa

En esta primera etapa se implementaron 50 bicicletas con GPS, distribuidas en las cuatro estaciones del borde costero: plaza "Le Petit Pisant", bajada del Paraná Rowing Club, Sala Mayo y en el Complejo Balneario Thompson. La iniciativa se pensó con fines recreativos y de paseo por todo el Parque Urquiza.